# Gioielli della Corona olandese

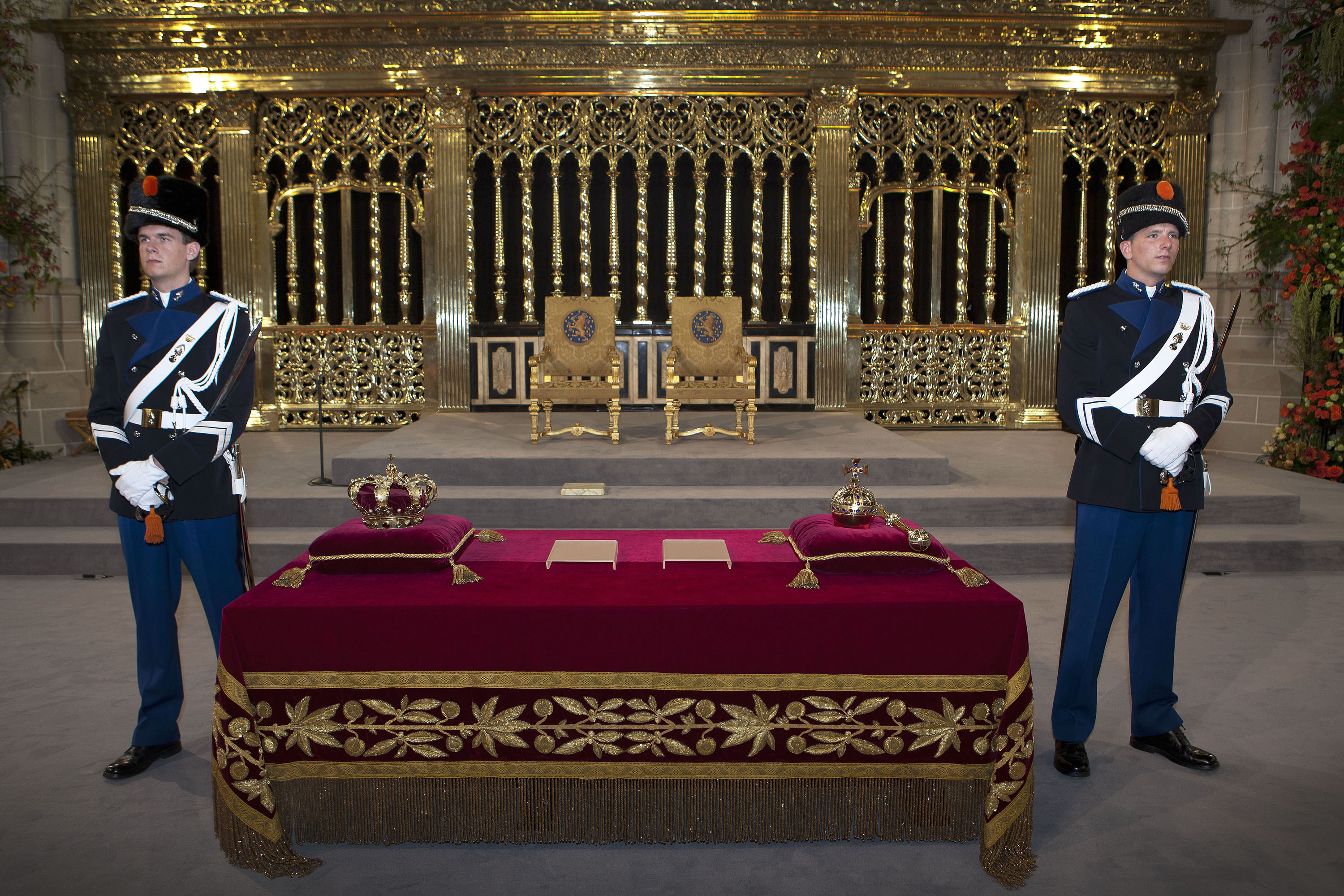
Gioielli della Corona Reale Olandese

Se comparati alle regalie di molte altre monarchie europee, i gioielli della Corona olandese sono relativamente nuovi, dal momento che vennero commissionati da re Guglielmo II nel 1840. Un più modesto set di regalie venne fatto realizzare da re Guglielmo I dei Paesi Bassi nel 1815, ma si presentavano più sobrie.
Attualmente i gioielli della corona olandese consistono di:
- La corona dei Paesi Bassi, che venne realizzata nel 1840 dal gioielliere Bonebakker di Amsterdam. Essa è realizzata in argento smaltato, adorna di pietre colorate e perle.[2]
- Lo scettro dei Paesi Bassi, realizzato nel 1840 dal gioielliere Meijer dell'Aia.
- Il globo dei Paesi Bassi, realizzato nel 1840 dal gioielliere Meijer dell'Aia.
- La spada di Stato
- Il gonfalone di Stato (Rijksvaandel o Rijksbanier), una bandiera di seta bianca sospesa ad una lancia con al centro lo stemma dei Paesi Bassi, che, su decreto del 24 agosto 1815, fu il primo simbolo ufficiale del nuovo regno.[3] L'opera venne eseguita da Batholomeüs Johannes van Hove.[4]

I monarchi olandesi non sono mai stati fisicamente incoronati. Durante le cerimonie di elezione del nuovo monarca, la corona, lo scettro e il globo vengono esposti su di un tavolo nella Nieuwe Kerk ad Amsterdam, dove si svolgeva la cerimonia. Il gonfalone di Stato e la spada di Stato vengono portate in processione assieme al corteo dal Palazzo Reale alla chiesa.